# Bolbelasmus gallicus
Bolbelasmus gallicus es una especie de coleóptero de la familia Geotrupidae.

## Distribución geográfica
Habita en el sur de Francia y en la península ibérica (España y Portugal).